# Condado de Clay (Nebraska)
El condado de Clay (en inglés: Clay County) es un condado del estado estadounidense de Nebraska. Según el censo de 2020, tiene una población de 6.104 habitantes.
La sede del condado es Clay Center, aunque la ciudad más grande es Sutton.

## Geografía
Según la Oficina del Censo el condado tiene una superficie total de 1485 km², de los que 1482 km² son tierra y 3 km² son agua.

## Condados adyacentes
- Condado de Hamilton - norte
- Condado de Fillmore - este
- Condado de Nuckolls - sur
- Condado de Adams - oeste

## Demografía
Según el censo del 2000 la renta per cápita media de los habitantes del condado era de 34.259 dólares y el ingreso medio de una familia era de 39.541 dólares. En el año 2000 los hombres tenían unos ingresos anuales 28.321 dólares frente a los 21.236 dólares que percibían las mujeres. El ingreso por habitante era de 16.870 dólares y alrededor de un 10.40% de la población estaba bajo el umbral de pobreza nacional.

## Ciudades y pueblos
- Clay Center
- Deweese
- Edgar
- Fairfield
- Glenvil
- Harvard
- Inland
- Ong
- Saronville
- Sutton
- Trumbull (de modo parcial)